# 이하나의 페퍼민트
《이하나의 페퍼민트》는 2008년 11월 21일부터 2009년 4월 17일까지 방영된 KBS 2TV의 심야 음악 프로그램이다.
매주 금요일 밤 12시 15분부터 1시간 30분간 방송했으며, 가수를 초대하여 노래를 듣고 진행자인 이하나와 이야기를 나누는 프로그램이다. 《윤도현의 러브 레터》의 윤도현이 일신상의 이유로 하차하자, 가을 개편을 맞아 2008년 11월 21일부터 진행자와 프로그램명을 바꾸어서 방송했다.
2009년 4월, 저조한 시청률로 KBS 봄 개편 때 방송 5개월 만에 폐지되었다. 기본적인 프로그램 포맷을 유지한 채 《유희열의 스케치북》이란 제목으로 유희열로 진행자가 교체되었다. 마지막회는 2009년 4월 17일 방송됐다.

## 초대 손님 목록
| 회차 | 연도   | 방송일    | 출연자 | 미니콘서트                    | 영상(풀영상버전) | 비고 |
| ---- | ------ | --------- | --- | ----------------------------- | ---------------- | --- |
| 1회  | 2008년 | 11월 21일 | 박효신&황프로젝트(황세준, 황성제, 황찬희), 이병우, 장기하와 얼굴들                                              | 이승환                        |                  | 박효신 - The Last Time / 박효신 x 황프로젝트 - The Castle Of Zoltar / 박효신 - 꽃피는 봄이 오면 x 사랑 먼지 x 비밀번호486 / 이병우 - 새 / 이하나 x 이병우 - 사랑 그 쓸쓸함에 대하여 / 이병우 - 자전거 / 이승환 - 좋은날, 크리스마스에는, 프란다스의 개 x 심장병, 눈물로 시를 써도 x 가을 흔적, 덩크슛, 세가지 소원 / 장기하와 얼굴들 - 싸구려커피, 달이 차오른다 가자 / 이하나 - 오, 사랑                                                                                   |
| 2회  | 2008년 | 11월 28일 | 김창완 밴드, 장윤주, 테이                                                                                       | 이승철                        |                  | 김창완밴드 - Girl Walking x 열두살은 열두살을 살고 열여섯은 열여섯을 살지, 너의 의미 x 개구쟁이, 나 어떡해, 기타로 오토바이를 타자, 우두두다다 / 이승철 - 잠도 오지 않는 밤에, 친구의 친구를 사랑했네, 소녀시대, 소리쳐 / 장윤주 - 파리에 부친 편지, April / 테이 - 사랑은 향기를 남기고, 기적 같은 이야기 |
| 3회  | 2008년 | 12월 5일  | 조수미, 요조, 넘버원 코리안                                                                                     | 김장훈                        |                  | 조수미 - Ich liebe dich, Bred Dina Vida Vingar / 김장훈 - 커플, 세상이 그대를 속일지라도, 땡벌 x 우리 기쁜 날 x Show x 나와 같다면 / 요조 - 에구구구, 모닝스타 (아내가 결혼했다 ost) / 넘버원코리안 - 칵테일사랑, 불타는 내 심장에 휘발유를 |
| 4회  | 2008년 | 12월 12일 | 신승훈, 거미&박효신&정엽&휘성, 김범수&이루마                                                                    |                               |                  | 크리스마스 특집 신승훈 - White Christmas x I believe, 나비효과, Hey / 휘성 - 안 되나요 / 거미 - 그대 돌아오면 / 박효신 - 해줄 수 없는 일 / 정엽 - 정말 사랑했을까 / 박효신 x 거미 - Lucky / 정엽 x 휘성 - Nothing Better / 캐롤 메들리 / 김범수 x 이루마 - My Grown up Christmas List / 이루마 - River Flows in You / 김범수 - ABBA 메들리 / 이하나 - The Christmas Song |
| 5회  | 2008년 | 12월 19일 | 박정현&알렉스, 김광민, 짙은                                                                                     | 김종서&김태원(부활)           |                  | 박정현 x 알렉스 - 데이지, Gentle Rain, Kids / 박정현 - 꿈에 / 김광민 - 지금은 우리가 멀리 있을지라도, Blue Bossa / 짙은 - 나비섬, 곁에 / 김종서 - R.I.D.E / 김종서 x 김태원 - Stairway to Heaven, 김종서 x 김태원 - 마지막 콘서트 (회상3) / 김종서 앵콜곡 |
| 6회  | 2008년 | 12월 26일 | 노리플라이, 자우림, 백지영                                                                                      | 이승열&서울전자음악단         |                  | |
| 7회  | 2009년 | 1월 2일   | 윤상, W&Whale, JK 김동욱&세렝게티                                                                               | 김건모                        |                  | 윤상 - 가려진 시간 사이로, 이사 / W&Whale - 소리, Too Young To Die / 김건모 - 빨간 우산, 바보, Unchain My Heart x Kiss x 뻐꾸기 둥지 위로 날아간 새 / 세렝게티 - Afro Afro x Come On / 세렝게티 x JK김동욱 - Savannah Woman / JK김동욱 - Angel Eyes |
| 8회  | 2009년 | 1월 9일   | 검정치마, 윤종신, The One                                                                                       | Ibadi & 박기영                |                  | 검정치마 - 좋아해줘, Antifreeze / 윤종신 - 내일 할 일, 거리에서, 고속도로 로망스 x 환생 / Ibadi - 초코캣 / 박기영 - Blue Sky / Ibadi x 박기영 - 동행 x Trouble / 더원 - 그것만이 내 세상, 내 여자 |
| 9회  | 2009년 | 1월 16일  | Untouchable & 화요비, 정엽, 김연우                                                                              | 바비킴 (부가킹즈, 정인)       |                  | Untouchable x 화요비 - It's Okay / Untouchable - Tell me Why / 정엽 - You are my lady, Ribbon in the sky x Knocks me off my feet x Living for the city x Superstition / 바비킴 - 사랑.. 그 놈 / 바비킴 x 정인 - 사랑할 수 있을 때 / 부가킹즈 - Could you be loved, 한잔 더 / 김연우 - 여전히 아름다운지, 사랑한다 안한다 |
| 10회 | 2009년 | 1월 30일  | K.will&박장근, 조규찬&해이, Blue Bee                                                                            | 크라잉넛&장기하와 얼굴들&휘루 |                  | K.will x 장근이 - Love 119 / K.will - Can't take my eyes off you / 조규찬 x 해이 - North Wind, Falling Slowly / 조규찬 - ASAP x 믿어지지 않는 얘기 / 크라잉넛 - 카츄사 x 서커스 매직 유랑단 / 장기하와 얼굴들 - 달이 차오른다, 가자 / 휘루 - 요쉬카 / 크라잉넛 x 장기하 - 게릴라성 집중호우 / Blue Bee - All that Jazz, 나는 그런 여자야 |
| 11회 | 2009년 | 2월 6일   | 노영심, 이소라, 화요비(슈프림 팀), 디어 클라우드                                                                |                               |                  | 노영심 x 이하나 - 당신은 참 / 노영심 - Love Affair / 이소라 - Track 8, 제발 x 처음 느낌 그대로 x 겨울, 이별 x 너무 다른 널 보면서 x 바람이 분다 / 화요비 - 반쪽 / 화요비 x 슈프림 팀 - 우리 사랑해요 / 화요비 - Lie / 디어클라우드 - Lip, 늦은 혼잣말 |
| 12회 | 2009년 | 2월 13일  | DJ Koo, HANA, 윤미래, 다이나믹 듀오, 소녀시대, 하우스룰즈                                                       |                               |                  | Valentine's day single party DJ Koo x HANA - Let me / DJ Koo x 김건모 - 사랑해 x 잘못된 만남 / 윤미래 - 떠나지마 / 윤미래 x Bizzy x 팔로알토 - 삶의 향기, Pay Day / 다이나믹 듀오 - Solo x 출첵 x 진짜 / 소녀시대 - Gee, Come On Over Baby x Kissing You / 하우스 룰즈 x Saphfire - 희망이라는 이름의 별 x High School Disco / 하우스 룰즈 x 백지영 - 총 맞은 것처럼 / 백지영 - Sway x Sad Salsa                                                                            |
| 13회 | 2009년 | 2월 20일  | 마이앤트메리, 휘성&린, Voice One(장혜진&일락&이진성), 김동욱                                                    |                               |                  | 마이엔트메리 - 골든 글러브, Night Blue / 린 - 사랑..다 거짓말 / 린 x 휘성 - When I First Saw You, 주문 - MIROTIC x So Hot / 휘성 - Insomnia / Voice One(장혜진 & 일락 & 먼데이키즈 - 이진성) - 못난 내 사랑 / 먼데이키즈 이진성 - Sorry / 김동욱 - All In Love Is Fair, 늦잠꾸러기 |
| 14회 | 2009년 | 2월 27일  | 왁스 & 최여진, 박정현, Natural & 하림, MC 스나이퍼 & L.E.O                                                      |                               |                  | 왁스 x 최여진 - 전화 한번 못하니 / 왁스 - 부탁해요 x 엄마의 일기 x 화장을 고치고 / 박정현 - Hey Yeah, 미장원에서, 비밀 / Natural x 하림 - California, 여기보다 어딘가에 / MC 스나이퍼 x L.E.O - Love Train, 봄이여 오라 x Like That x Pump it |
| 15회 | 2009년 | 3월 6일   | 플라이 투 더 스카이, 구혜선&승리, 유리상자, 국카스텐                                                            |                               |                  | 새내기 특집 플라이투더스카이 - 구속, Missing You, My Angel, 남자답게, Sea of Love, Closer / 구혜선 자작곡 / 유리상자 - 신부에게 / 이세준 - 전화데이트 / 국카스텐 - 거울, 꼬리 |
| 16회 | 2009년 | 3월 13일  | 김창완밴드&크라잉넛&요조, MC몽&린&박장근, 바비킴&전제덕&윤하                                                    |                               |                  | 새봄맞이 특집 삼삼한 콘서트 1탄 크라잉넛 - 필살 offside / 김창완 x 크라잉넛 - 기타로 오토바이를 타자 x 밤이 깊었네 / 김창완밴드 - 우두두다다 x 지구가 왜 돌까 / 김창완 x 요조 - 에구구구 x 회상 / MC 몽 x MAC x 장근이- So Fresh x 미치겠어 x 죽도록 사랑해 / MC 몽 x 장근이 - 마지막 거짓말 / MC 몽 x 린 - 너에게 쓰는 편지 x 매력쟁이 / 전제덕 x 바비킴 - 광화문 연가 / 바비킴 x 전제덕 x 윤하 - Torn, Mama x Blowing in the wind, Tic Tac Toe / 전출연진 - 개구장이      |
| 17회 | 2009년 | 3월 20일  | 드렁큰 타이거 & Bizzy, Windy City, 임창정 & 김창렬, 다이나믹 듀오, 킹스턴 루디스카                              |                               |                  | 새봄맞이 특집 삼삼한 콘서트 2탄 드렁큰 타이거 x Bizzy x Windy City - 엄지 손가락, 가수지망생 1. (5000원) x Jamming x Liquor Shots / 드렁큰 타이거 x Bizzy - Good Life / Windy City - Carnival (I'll tek kyu deh!) x Countryman / 임창정 - 오랜만이야 / 임창정 x 김창렬 x 다이나믹 듀오 - 늑대와 함께 춤을 x Run to You / 다이나믹 듀오 x 슈프림팀 x 김신영 - 고백 (Go Back) x Beyond the Wall x Ring My Bell / 킹스턴 루디스카 - 비오는 날 / 전 출연진 - Could You Be Loved |
| 18회 | 2009년 | 3월 27일  | YB(윤도현밴드), 이하나 & 김광민, 클래지콰이, 장기하와 얼굴들                                                    |                               |                  | 새봄맞이 특집 삼삼한 콘서트 3탄 YB - Millimicron Bomb x 나는 나비, 아직도 널, 물고기와 자전거 / YB x 킹스턴 루디스카 - 깃발 / 이하나 x 김광민 - No More Blues, 새벽비 소리 / 이하나 - At Seventeen / 이하나 x 윤도현 - Alone again / 클래지콰이 - Love Mode x Come to me, Be my love / 장기하와 얼굴들 - 싸구려 커피 x 나를 받아주오, 별일 없이 산다 / YB x 장기하와 얼굴들 x 클래지콰이 x 김광민 - 사노라면                                                                |
| 19회 | 2009년 | 4월 3일   | 다비치, 이은미, 아가츠마 히로미츠 & 정재일, W&Whale                                                             |                               |                  | 다비치 - 8282, 경고 / 이은미 - 애인 있어요, 헤어지는 중입니다 x Time & Life x Mon mec a moi / 아가츠마 히로미츠 x 정재일 - Nijiiro no kaze, Gafu / W&Whale - High School Sensation, Work it Out, Stardust |
| 20회 | 2009년 | 4월 10일  | 조원선 & 정재형, 스윗소로우, 이한철, 8EIGHT, 김세영                                                             |                               |                  | 조원선 - 습관 (bye-bye) / 조원선 x 정재형 - 도레미파솔라시도, 시간은 그대와 흘러, Running / 스윗소로우 - 그대에게 하는 말, 멀어져 / 이한철 - Sevilla, 안아주세요 x 슈퍼스타 / 8Eight - 심장이 없어, No One x Stan x 사랑을 잃고 난 노래하네 / 김세영 - 밤의 길목에서, 처음 해본 이별 |
| 21회 | 2009년 | 4월 17일  | 양희은, 에픽하이, 아마도 이자람 밴드, 동물원, 장기하와 얼굴들, 요조 / 짙은, 국카스텐 / 검정치마, 킹스턴루디스카 |                               |                  | 마지막회 양희은 - 그대가 있음에, 잘 가라 내 사랑, 사랑 그 쓸쓸함에 대하여 / 에픽하이 - Map the Soul x 주문(MIROTIC), Fly / 아마도 이자람 밴드 - 슬픈 노래, 4월 24일 / 동물원 - 말하지 못한 내 사랑, 시청 앞 지하철역에서, 널 사랑하겠어 |

## 편성 변경
- 2009년 1월 23일: 설 특집 편성으로 결방.

## 경쟁 프로그램
- 음악 여행 라라라 (2008년 11월 ~ 2010년 10월, MBC)
- 김정은의 초콜릿 (2008년 3월 ~ 2011년 3월, SBS)

## 같이 보기
- 노영심의 작은음악회 - 1992년 4월 11일 ~ 1994년 4월 29일
- 이문세쇼 - 1995년 9월 16일 ~ 1996년 10월 12일
- 이소라의 프로포즈 - 1996년 10월 19일 ~ 2002년 3월 30일
- 윤도현의 러브레터 - 2002년 4월 6일 ~ 2008년 11월 14일
- 유희열의 스케치북 - 2009년 4월 24일 ~ 2022년 7월 22일